# Indice dei prezzi
L'indice dei prezzi (in inglese: price index) è una media dei prezzi di una classe di beni o servizi in una data regione, durante un determinato intervallo di tempo.
Si utilizza per comparare l'andamento dei prezzi e le varianti intercorrenti tra periodi cronologici o differenti località geografiche.
Il più utilizzato è l'indice dei prezzi al consumo.